# Microxydia ruficomma
Microxydia ruficomma là một loài bướm đêm trong họ Geometridae.